# لورا اسپنسر
لورا اسپنسر (به انگلیسی: Laura Spencer) یک بازیگر آمریکایی است.
او در فیلم ۱۳ دقیقه بازی کرده است.

## فیلم‌ها
- نقش امیلی اسوینی در سریال تئوری بیگ بنگ، دوست دختر راجش کوتراپالی (17 قسمت)
- نقش جسیکا وارن در سریال استخوان‌ها (نقش دوره ای)
- نقش زویی در فیلم دیلن داگ : مرگ شب
- نقش کاساندرا در سریال جسی قسمت: "101 Lizards"
- نقش دختر جواهرفروش در سریال دو دختر ورشکسته قسمت: "And the Pop-Up Sale"
- نقش ویکی در فیلم ۱۳ دقیقه